# Čečkovice, Havlíčkův Brod
Čečkovice là một làng thuộc huyện Havlíčkův Brod, vùng Vysočina, Cộng hòa Séc.